# كونراد فايت
كونراد فايت Conrad Veidt (1893 – 1943) ممثل ألماني، اشتهر بأدواره في أفلام مثل كابينة الدكتور كاليجاري 1919، والرجل الذي يضحك 1928، ولص بغداد 1940، وكازبلانكا 1942.
بعد نجاحه في فترة الأفلام الصامتة في ألمانيا، حيث كان من أعلى الممثلين أجورا، غادر ألمانيا عام 1933 مع زوجته اليهودية، واستقر في المملكة المتحدة، حيث عمل في بعض الأفلام قبل أن يرحل في عام 1941 إلى أمريكا.

## أفلام شارك فيها
- قصص غريبة 1919
- مختلف عن الآخرين 1919
- كابينة الدكتور كاليجاري 1920
- رأس يانوس 1920
- الحنين 1920
- المساء والليل والصباح 1920
- المقبرة الهندية 1922
- تماثيل الشمع 1924
- طالب براغ 1926
- العرض الأخير 1927
- الرجل الذي يضحك 1928
- الكونغرس يرقص 1931
- الفارس الأسود 1932
- قطار روما السريع 1932
- إف بي آي 1933
- كنت جاسوسا 1933
- جيوم تل 1934
- بيلا دونا 1934
- زوس اليهودي 1934
- الرحلة السوداء 1937
- تحت الرداء الأحمر 1937
- الجاسوس ذو الملابس السوداء 1939
- هروب 1940
- لص بغداد 1940
- وجه امرأة 1941
- عميل نازي 1942
- كازبلانكا 1942
- فوق الشبهات 1943

## روابط خارجية
- كونراد فايت على موقع IMDb (الإنجليزية)
- كونراد فايت على موقع روتن توميتوز (الإنجليزية)
- كونراد فايت على موقع ألو سيني (الفرنسية)
- كونراد فايت على موقع ميوزك برينز (الإنجليزية)
- كونراد فايت على موقع تيرنر كلاسيك موفيز (الإنجليزية)
- كونراد فايت على موقع أول موفي (الإنجليزية)
- كونراد فايت على موقع قاعدة بيانات الأفلام السويدية (السويدية)
- كونراد فايت على موقع إن إن دي بي (الإنجليزية)
- كونراد فايت على موقع ديسكوغز (الإنجليزية)
- كونراد فايت على موقع قاعدة بيانات الفيلم (الإنجليزية)